# Ittiri
Ittiri é uma comuna italiana da região da Sardenha, província de Sassari, com cerca de 9.051 habitantes. Estende-se por uma área de 111 km², tendo uma densidade populacional de 82 hab/km². Faz fronteira com Banari, Bessude, Florinas, Ossi, Putifigari, Thiesi, Uri, Usini, Villanova Monteleone.

## Demografia
| Variação demográfica do município entre 1861 e 2011                               |
|                                                                                   |
| Fonte: Istituto Nazionale di Statistica (ISTAT) - Elaboração gráfica da Wikipedia |